# Mecudat Ze’ew
Mecudat Ze’ew (hebr. מצודת זאב; nazywany także Domem Żabotyńskiego lub Cytadelą) – wieżowiec w osiedlu Lew ha-Ir w mieście Tel Awiw, w Izraelu.

## Nazwa

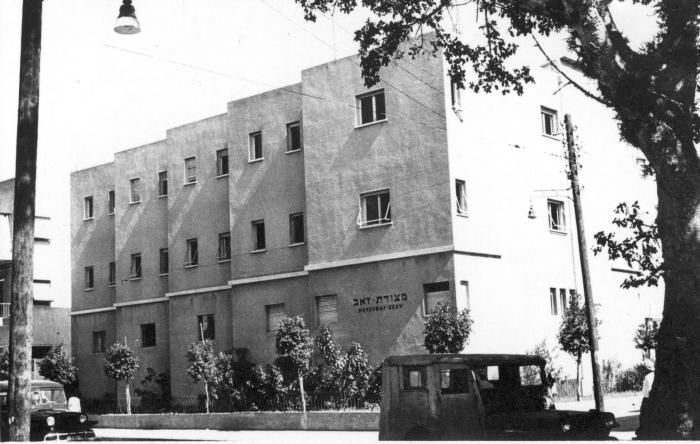
„Fort Wilk” w latach 30. XX wieku

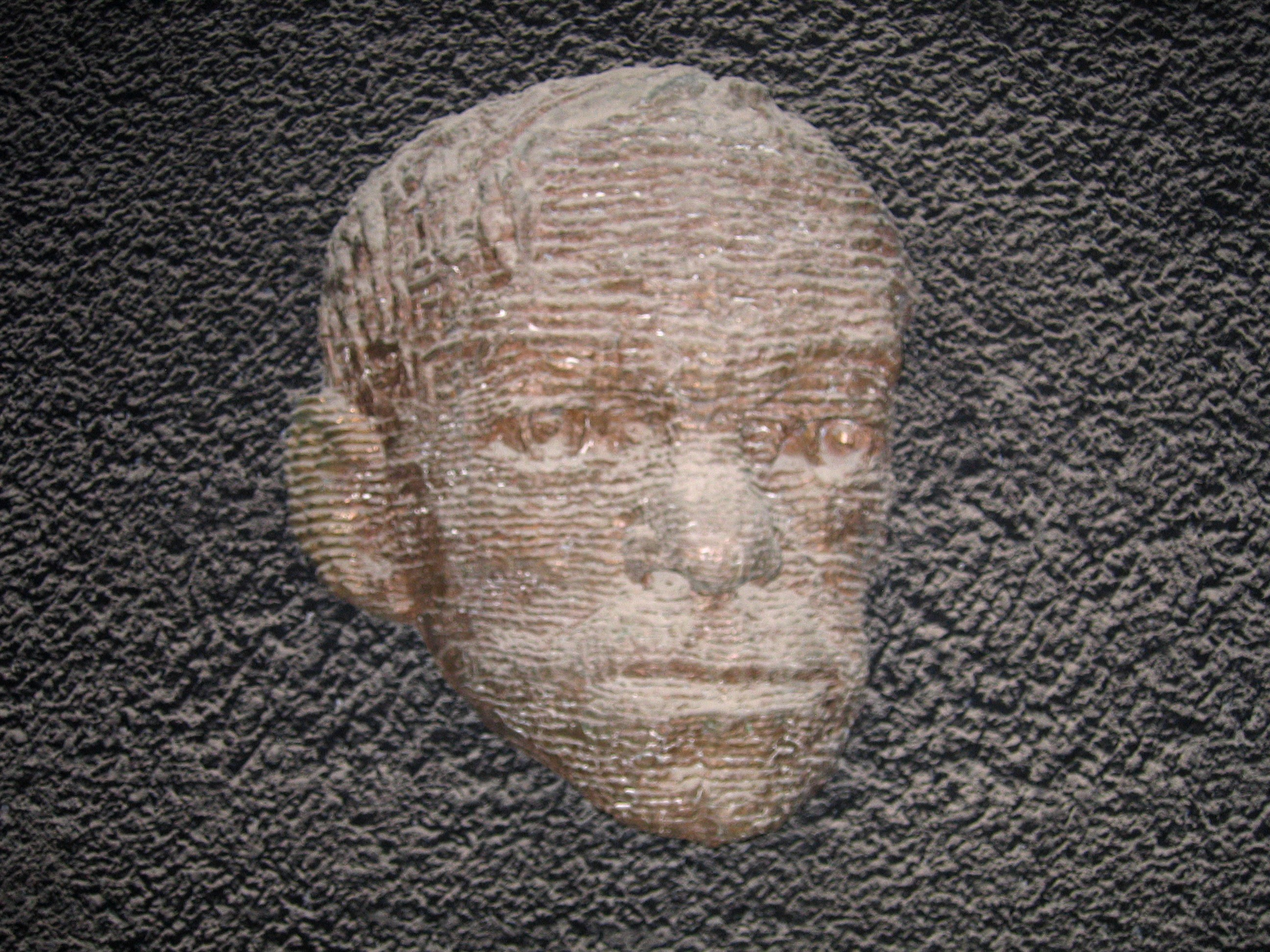
Portret Ze’ewa Żabotyńskiego

Budynek został nazwany na cześć Ze’ewa Żabotyńskiego, przywódcy syjonizmu rewizjonistycznego.

## Historia
W latach 30. XX wieku w miejscu tym znajdował się budynek znany jako „Fort Wilka”, który służył jako siedziba członków młodzieżowego syjonistycznego ruchu rewizjonistycznego Bejtar (hebr. בית"ר). Był to trzypiętrowy budynek z dziedzińcem wewnętrznym. Odbywały się tutaj tajne spotkania członków paramilitarnej organizacji Irgun.
W 1936 podjęto decyzję budowy nowej siedziby organizacji. Projekt opracował architekt Mordechaj Ben-Horin, jednak budowa zajęła wiele lat i została ukończona w 1963.

## Dane techniczne
Budynek ma 16 kondygnacji i wysokość 61 metrów.
Wieżowiec wybudowano w stylu architektonicznym określanym nazwą brutalizmu. Wzniesiono go z betonu. Elewacja jest wykonana w kolorach jasnoszarym i jasnym brązie.

## Wykorzystanie budynku
Wieżowiec jest wykorzystywany jako biurowiec organizacji powiązanych historycznie i ideologicznie z prawicową, nacjonalistyczno-konserwatywną partią polityczną Likud (hebr. ליכוד). Na różnych piętrach wieżowca mieszczą się:
- główna siedziba partii politycznej Likud
- główna siedziba młodzieżowego ruchu Bejtar
- główna siedziba kobiecej organizacji Herut
- główna siedziba organizacji gospodarstw domowych Miskej Cherut Bejtar (hebr. משקי חרות בית"ר)
- Instytut Żabotyńskiego i Muzeum Żabotyńskiego
- Muzeum Ecel